# 枚方市立長尾中学校
枚方市立長尾中学校（ひらかたしりつ ながおちゅうがっこう）は、大阪府枚方市長尾北町三丁目にある公立中学校。
地域の宅地化に伴う生徒数の増加のため、1979年に枚方市立津田中学校から分離開校した。その後さらに生徒数が増加したため、2中学校を分離開校させている。

## 沿革
- 1979年4月1日 - 現在地に開校。
- 1979年6月8日 - 校章制定
- 1980年2月5日 - 校歌制定
- 1981年7月4日 - 隣接地に枚方市立長尾小学校を設置することに伴い、従来の校地の一部を長尾小学校の敷地とする。
- 1982年4月1日 - 従来の校区の一部を、新設の枚方市立杉中学校へ分離。
- 1985年4月1日 - 制服変更。
- 1986年4月1日 - 枚方市立長尾西中学校が分離開校。
- 2004年4月 - スクールカウンセラー配置。

## 通学区域
- 枚方市立菅原小学校、枚方市立長尾小学校の通学区域全域。
- 枚方市立西長尾小学校の通学区域の一部。

## 交通
- 片町線（学研都市線） 長尾駅 北へ約1.5km。
- 京阪バス 長尾中学校バス停、家具団地バス停。